# Джонні Гітара (фільм)
«Джонні Гітара» (англ. Johnny Guitar) — американський вестерн режисера Ніколаса Рея 1954 року.
У 2008 році Бібліотека Конгресу США відібрала фільм «Джонні Гітар» для збереження в Національному реєстрі фільмів США як такий, що має «культурне, історичне або естетичне значення».

## Сюжет
Салун В'єнн розташований на тій ділянці землі, по якій скоро пройде залізниця. В салуні постійно вештається Танцюючий Кід, який закоханий у В'єнн, і якого пристрасно бажає отримати стара діва Емма Смол. Емма збирає натовп, щоб спалити салун і повісити Кіда.

## У ролях
- Джоан Кроуфорд — В'єнн
- Стерлінг Гейден — Джонні «Гітара» Логан
- Мерседес МакКембрідж — Емма Смол
- Скотт Брейді — Танцюючий Кід
- Ворд Бонд — Джон МакІверс
- Бен Купер — Туркі Ролстон
- Ернест Боргнайн — Барт Лонерган
- Джон Керредін — Старий Том
- Ройал Дено — Корі
- Френк Фергюсон — маршал Вільямс
- Пол Фікс — Едді
- Різ Вільямс — містер Ендрюс
- Єн МакДональд — Піт